# Grínor Rojo
Grínor Rojo de la Rosa (Santiago, 8 de enero de 1941) es un ensayista y crítico literario chileno.

## Biografía
Grínor Rojo estudió en la Universidad de Chile y más tarde se doctoró en la de Iowa.
Especialista en literatura latinoamericana, ha enseñado tanto en Chile como en el extranjero, en las universidades de Chile,  Concepción, Austral de Valdivia, Católica, Estatal de California, Estatal de Ohio y la de Columbia, en Nueva York. Además, ha sido profesor visitante en la Nacional de Mar del Plata, en Argentina; en la Federal de Minas Gerais, en Belo Horizonte, Brasil; así como en las de Costa Rica y Nacional de Costa Rica. 
En Valdivia, en cuya universidad enseñaba, estuvo vinculado a la revista de poesía Trilce y en 1972 formó parte del primer concurso que ésta organizó y que ganó Manuel Silva Acevedo. Años más tarde, en 1993, Rojo publicaría, en Poesía chilena del fin de la modernidad, un estudio sobre este y Lara, fundador y director de Trilce, titulado Omar Lara y Manuel Silva Acevedo.  En general, la poesía de Lara continuará siendo objeto de interés por parte de Rojo, que escribió el ensayo-prólogo para la 2ª edición de Los buenos días y prepara la publicación en México de un libro sobre el poeta.
El interés de Rojo por la poesía es sumamente amplio y ha escrito sobre numerosos poetas, algunos poco conocidos, como Walter Hoefler, para nombrar solo a uno. Sus reseñas las suele publicar en la Revista de Libros de El Mercurio, pero también colabora en una serie de otros medios especializados en literatura.
Rojo ha prestrado atención también a la poesía mapuche, sobre la que en 2007 dijo que "no sería raro" que "constituyese, en efecto, el sector más rico en el campo de la poesía chilena reciente".
Fue el gestor —presidente de la comisión organizadora— de las VIII Jornadas Andinas de Literatura Latinoamericana (JALLA), celebradas en Santiago en agosto de 2008.
Grínor Rojo dirige el Centro de Estudios Culturales Latinoamericanos (CECLA) de la Universidad de Chile y es profesor titular de Literatura Chilena Moderna en pregrado y de Teoría Crítica en el posgrado en Literatura de dicha casa de estudios.
Rojo considera que la imagen está sustituyendo la letra, con graves consecuencias para la novela: "Esta es la introducción no solo de nuevos parámetros de captación de lo real, sino de una nueva lógica. La lectura lineal del libro impone una cierta lógica que trabaja con desarrollos y totalidades. La de la imagen es una lectura de simultaneidades. La novela está ligada a ese libro y a esa lectura lineal, lo cual hace que no sea extraño que en este mundo en el que estamos viviendo aparezca como un género profundamente debilitado".
Este es, según Rojo, un fenómeno mundial que se reproduce en América Latina. "Es fácil para los que seguimos la literatura latinoamericana y la enseñamos, darnos cuenta de que los poderosos narradores latinoamericanos de los años 60 y 70 han desaparecido, no están ahí. Hoy día no hay un García Márquez, un Julio Cortázar, para qué decir un Juan Carlos Onetti. Es una especie que no ha tenido sucesión, tal vez con una excepción que pudiera ser la de Roberto Bolaño, que es el gran narrador latinoamericano de fines del siglo XX y comienzos del XXI. El resto puede ser interesante, pero comparado con esa otra generación de hace 30 años, aparece como un género mucho más flaco, más debilitado".

## Premios
- Premio Casa de las Américas de Ensayo Ezequiel Martínez Estrada 2009 por Globalización e identidades nacionales y postnacionales… ¿de qué estamos hablando?".[6]
- Finalista del Premio Altazor de Ensayo 2011 con Discrepancias de Bicentenario
- Premio Altazor de Ensayo 2012 por Clásicos latinoamericanos. Para una relectura del canon. El siglo XIX. Vol.I

## Obras
- Los orígenes del teatro hispanoamericano contemporáneo, Ediciones Universitarias de Valparaíso, 1972
- Muerte y resurrección del teatro chileno, 1973-1983, Madrid: Ediciones Michay, 1985
- Chile. Dictatorship and the Struggle for Democracy, Maryland: Ediciones Hispamerica, 1988
- Crítica del exilio. Ensayos sobre literatura latinoamericana actual, Pehuén, 1988
- Poesía chilena del fin de la modernidad, Ediciones Universidad de Concepción, 1993
- Dirán que está en la gloria... (Mistral), Fondo de Cultura Económica, 1997
- Diez tesis sobre la crítica, LOM Ediciones, 2001
- Postcolonialidad y nación; con Alicia Salomone y Claudia Zapata, LOM, 2003
- Globalización e identidades nacionales y postnacionales… ¿de qué estamos hablando?, LOM, 2006
- Las armas de las letras. Ensayos neoarielistas, 14 ensayos; LOM, 2008
- Borgeana, 8 ensayos sobre Borges; LOM, 2009
- Discrepancias de Bicentenario, LOM, 2010; contiene 10 ensayos y un discurso de agradecimiento escritos entre 2008 y 2010:
  - ¿Independencias? ¿Bicentenarios?; La democracia chilena del bicentenario; Campo cultural y neoliberalismo en Chile (revista Casa de las Américas N°253, pp. 20-38, 2008), Paradojas de la banalidad (revista Armas y Letras N°65, pp. 44-51, 2008), Las universidades públicas chilenas; La práctica, el estudio y la enseñanza de la literatura (conferencia leída en el seminario El poder del lenguaje y los lenguajes del poder II, DIBAM, Santiago, 2009); Prólogo al libro Recordar para pensar. Memoria para la democracia (Centro de Estudios Culturales Latinoamericanos, Universidad de Chile y Fundación Heinrich Böll, 2010); El día de la raza (conferencia leída en el II Congreso Internacional de Lenguas y Literaturas Iberoamericana y XIII Jornadas de Lengua y Literatura Mapuche. Universidad de la Frontera, Temuco, octubre de 2008); (Des) formación de ciudadanía y fracaso democrático en el Chile de la postdictadura (conferencia leída en Niterói, Brasil, en las IX Jornadas de Literatura Latinoamericana. JALLA 2010: América Latina: integración e interlocución, agosto de 2010); Saqueos (ensayo incluido en el libro El terremoto social del Bicentenario, LOM, 2010. pp. 103-114); In promptu de agradecimiento (con motivo del Premio Casa de las Américas de Ensayo Ezequiel Martínez Estrada 2009)
- Las novelas de la oligarquía chilena, 6 ensayos, Sangría Editora, 2011
- Clásicos latinoamericanos. Para una relectura del canon. El siglo XIX. Vol.I, LOM, 2011; aborda a Simón Bolívar, Andrés Bello, Joaquim Maria Machado de Assis, Rubén Darío y José Martí
- Clásicos latinoamericanos. Para una relectura del canon. El siglo XX. Vol.II, LOM, 2011; aborda a José Enrique Rodó, Mário de Andrade, Oswald de Andrade, Jorge Luis Borges, Pablo Neruda, Gabriel García Márquez y Julieta Kirkwood
- De las más altas cumbres: teoría crítica latinoamericana moderna (1876-2006), LOM, 2012
- Los gajos del oficio: ensayos, entrevistas y memorias, LOM, 2014
- Las novelas de formación chilena: bildungsroman y contrabildungsroman, Sangría editores, 2014
- Las novelas de la dictadura y la postdictadura chilena, volumen I: ¿Qué y cómo leer? y volumen II: Quince ensayos críticos LOM, 2016
- Novela chilena. Literatura y sociedad, Ediciones Universidad Alberto Hurtado, 2022